# Hurktoilet

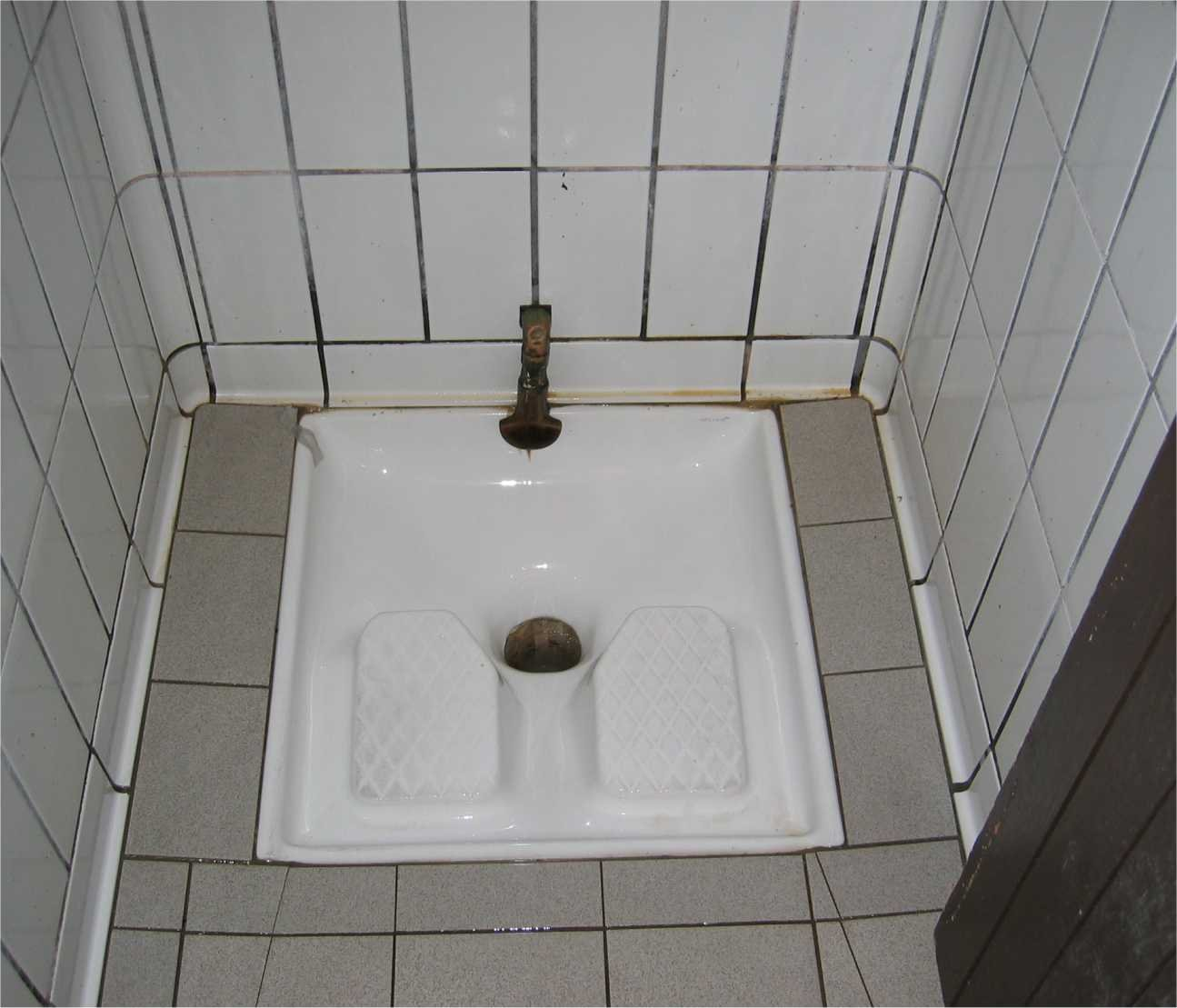
Frans hurktoilet

Een Frans toilet of hurktoilet is een toilet waar men moet hurken in plaats van zitten. In het Nederlands wordt de naam "Frans toilet" het meest gebruikt omdat dit soort toilet het meest bekend is vanuit Frankrijk, maar het komt op alle continenten voor. In Frankrijk zelf worden hurktoiletten Turkse toiletten genoemd (toilettes turques of chiottes turques). Er bestaan verschillende soorten hurktoiletten, maar meestal bestaan ze voornamelijk uit een gat in de grond. Er zijn er ook met een langs- of een dwarsgoot.

## Soorten
- Alla franca zijn doorspoelbare toiletten waar de gebruiker zijn of haar voeten op voetsteunen kan zetten.
- Japans toilet, de gebruiker zit met zijn of haar gezicht naar de spoelbak.
- Thais toilet, met een bak in de vorm van een spiraal.

## Voordelen

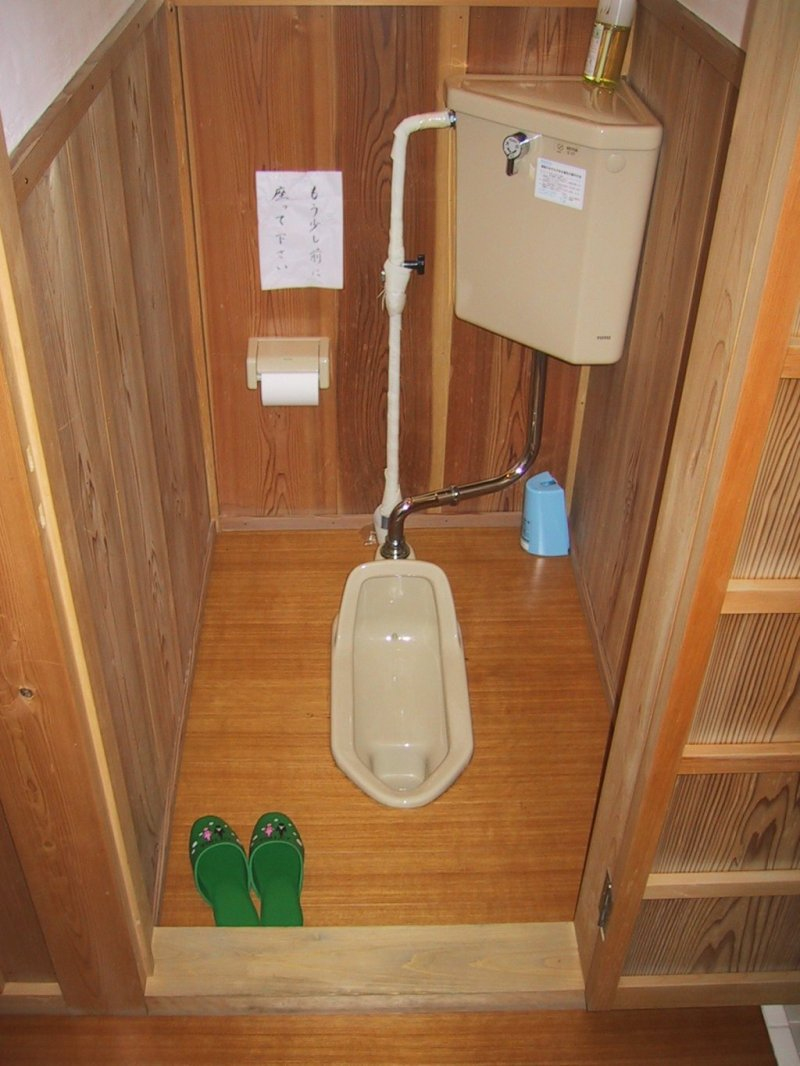
Hedendaags Japans hurktoilet

- Maakt verwijdering (stoelgang) sneller, gemakkelijker en vollediger
- Preventie van aambeien (naast een goed dieet)
- Geen contact tussen de billen en mogelijk onhygiënisch oppervlak
- Zou beter zijn voor zwangere vrouwen, als voorbereiding op de bevalling
- Goedkoper
- Gemakkelijker te onderhouden en te reinigen
- Minder gevoelig voor vandalisme

## Nadelen
- Gemakkelijker te verstoppen met toiletpapier als er geen spoelsysteem is
- Ontoegankelijk voor invaliden
- Mogelijk spatten op de voeten en op de kleren
- Mogelijk beenkrampen
- Stank door onvoldoende spoelen

## Galerij

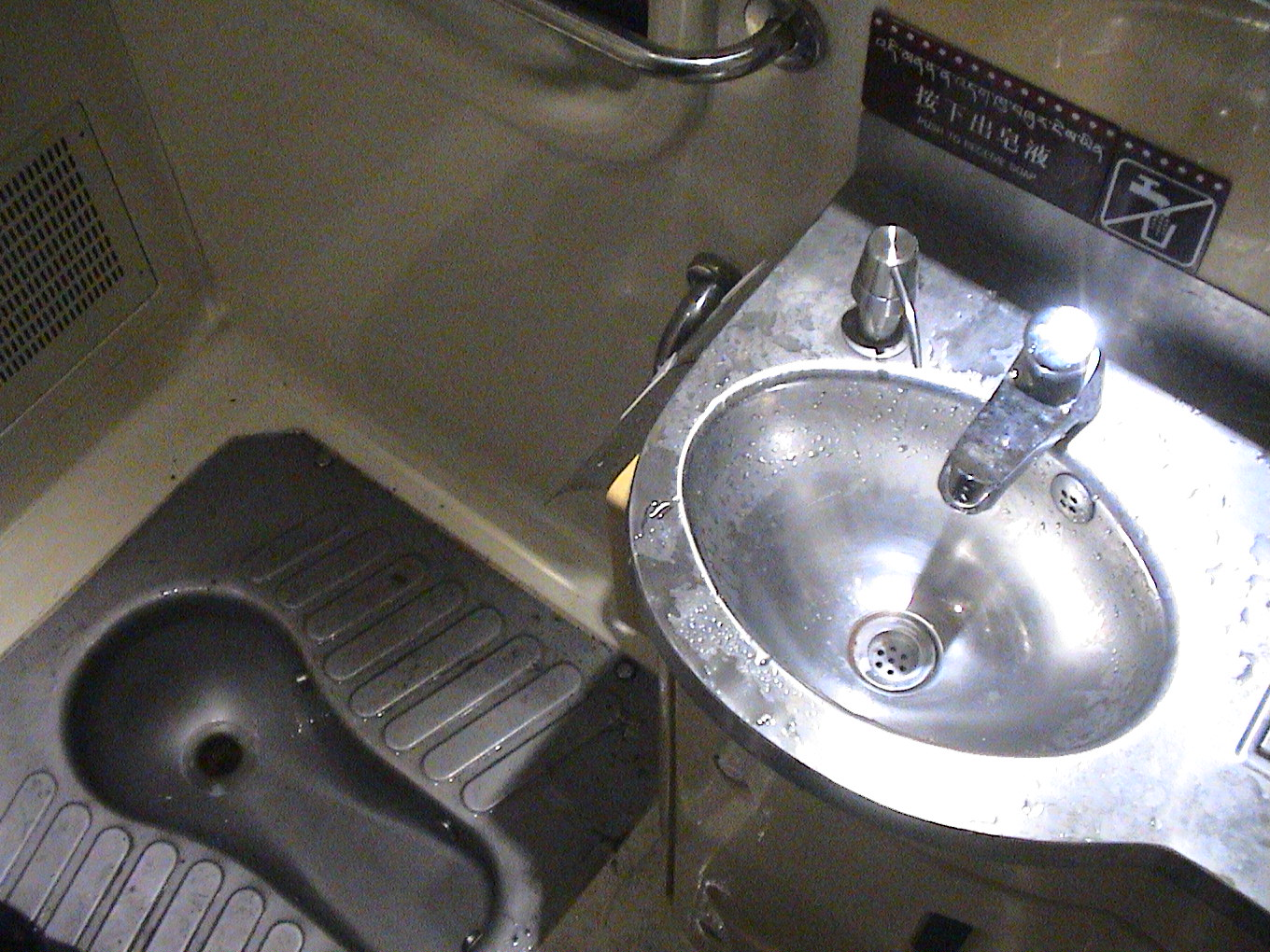
Hurktoilet in Chinese passagierstrein
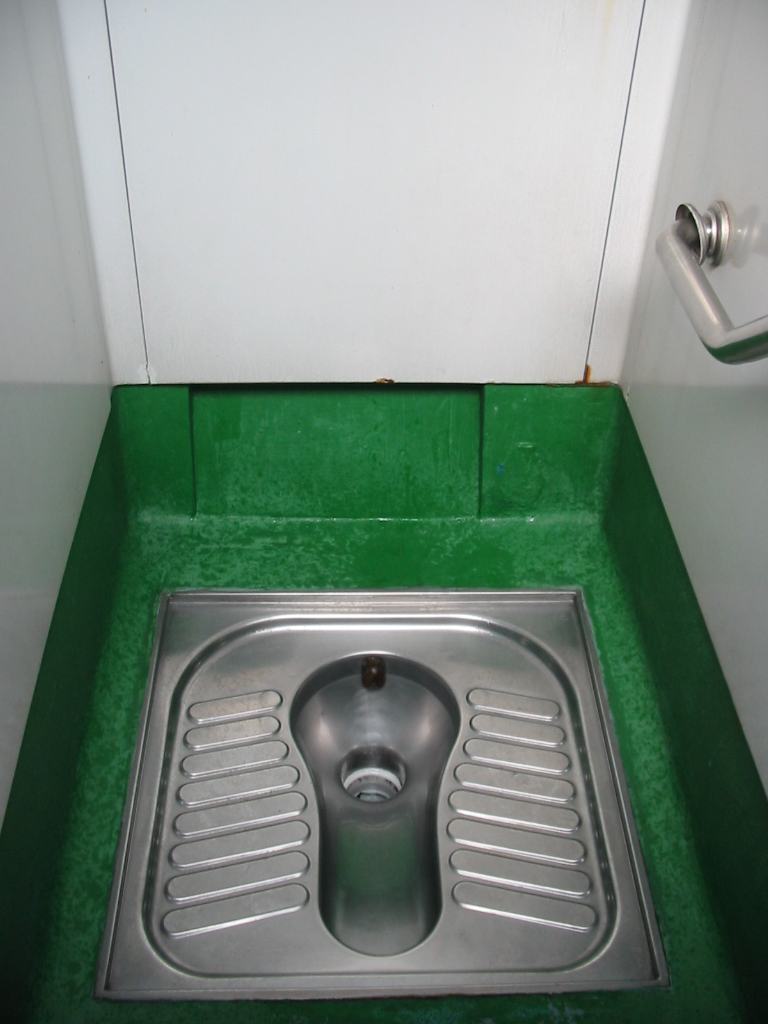
Roestvrijstalen hurktoilet in Hongkong
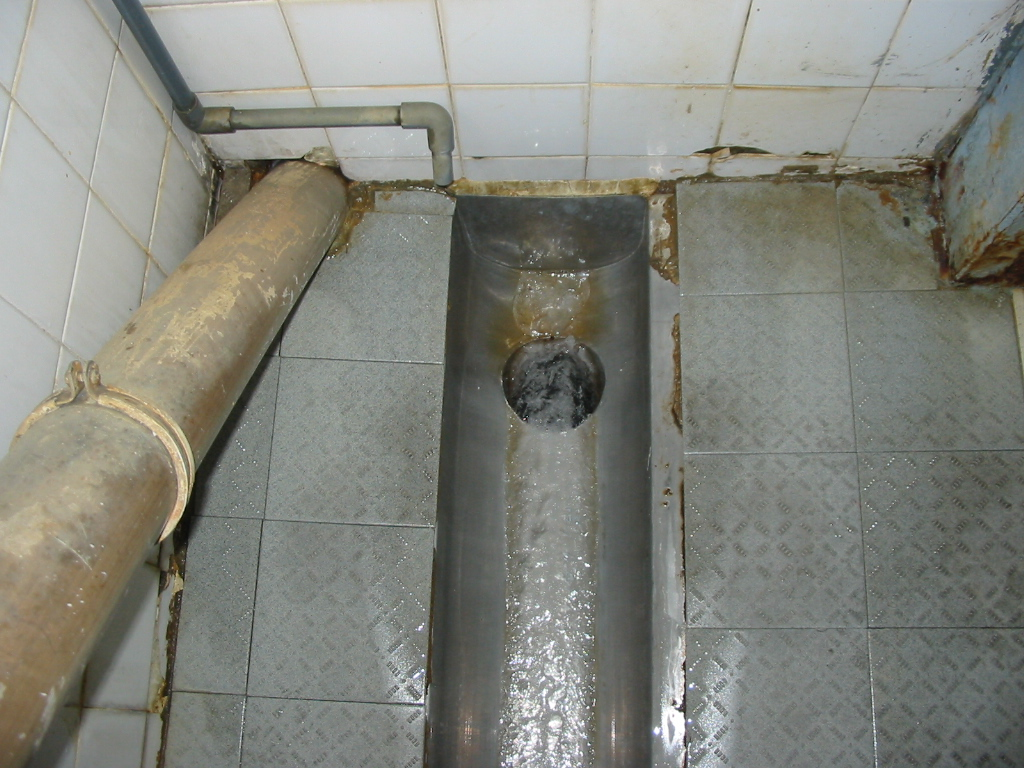
Oud model hurktoilet met goot
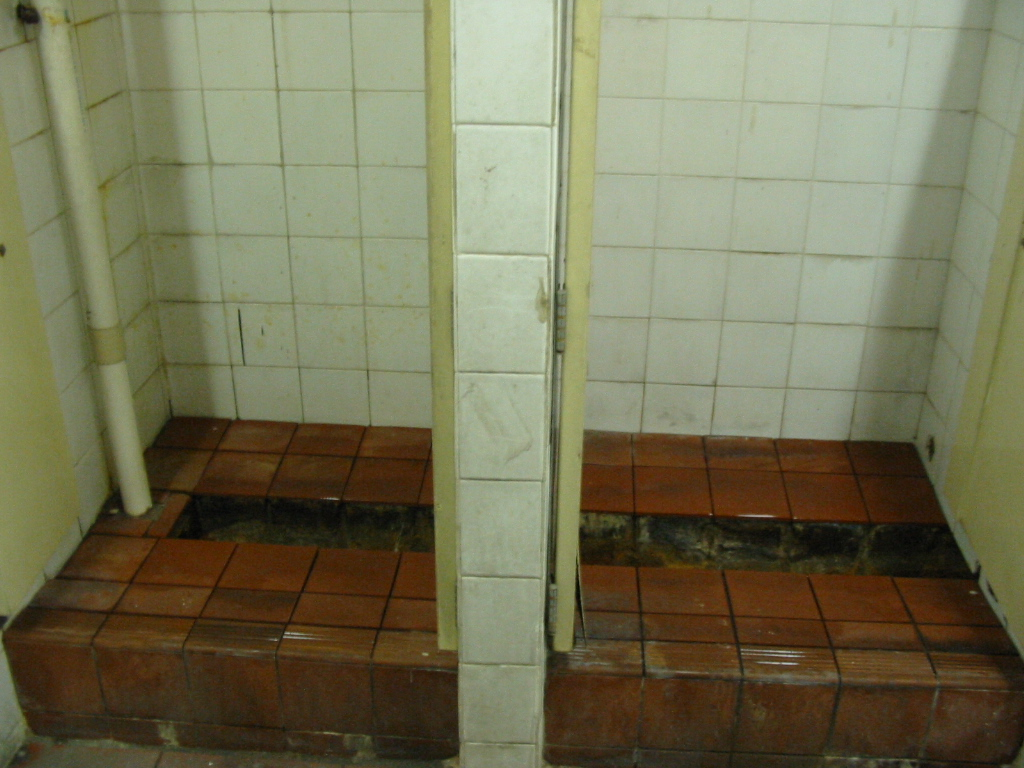
Twee oudere Chinese hurktoiletten naast elkaar met dwarsgoot
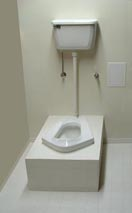
Retrofit installatie van een hurktoilet